# Philippe Longchamp
Pour les articles homonymes, voir Longchamp.
Philippe Longchamp est un poète français, né le 3 mars 1939 à Boulogne-Billancourt.
D'abord ingénieur électronicien (travaillant jusqu'en 1969 au Service de la Recherche de l'ORTF dirigé par Pierre Schaeffer), il fut ensuite et jusqu'à la retraite professeur de lycée dans l'enseignement technique, en banlieue parisienne, puis à la Porte de Clignancourt.
Auteur de volumes de poésies, principalement, mais aussi de récits pour jeunes lecteurs (Aliocha) et de proses (La Compagnie des animaux tièdes et La Photo de mariage).
Une poésie du quotidien, ne boudant pas les formes fixes (alexandrins, et quelquefois rime voire acrostiches).

## Œuvres
- Sabliers, Éditions Saint-Germain-des-Prés, 1971
- Dits du coq d'ardoise, Éditions Saint-Germain-des-Prés, 1975
- Feux à genoux suivi de Pierres posées pour un gué, Éditions Ressacs, 1979
- Aliocha, illustrations de Nicole Pommaux, Éditions d'Utovie, 1981
- La Photo de mariage, illustrations de Marie Fougère, Éditions d'Utovie, 1985
- Emploi du temps, Éditions Fourbis, 1991
- L'Été, calme bleu, Le Dé bleu, 2000
- La Compagnie des animaux tièdes, Cheyne Éditeur, 2000
- Et dessous le sang bouscule, Cheyne Éditeur, 2003
- Des pas de crabe sur du jaune, Cheyne Éditeur, 2004
- La ville au Jardin des Latitudes, L'idée bleue, 2004
- Soleil pas d'équerre, Cheyne Éditeur, 2008
- Des Saisons plutôt claires, Editions L'Idée bleue, 2009
- Ici-Loin, Livre sérigraphié par Yves Picquet, Approches éditions, 2010
- Sans hâte, un monde [ Le Caire ], photographies de Michel Durigneux, La Dragonne, 2011
- Compressions, concrétions & coulures, monotypes de Nélida Médina, La Dragonne, 2011
- Saumur, bords de Loire, Éditions Le Chat qui tousse, 2011
- Mandragore, Éditions du Petit Flou, 2021
- Nommer néanmoins, Éditions Milagro, 2022
- Dans la doublure, illustrations d'Anne Brugni, Cheyne Éditeur, 2023
- Nauplie, un jour, illustration Nélida Medina, L'Aïl des ours, 2024